# Simulium wilhelmlandae
Simulium wilhelmlandae es una especie de insecto del género Simulium, familia Simuliidae, orden Diptera.

## Distribución
Se distribuye por Nueva Guinea.

## Taxonomía
Fue descrita científicamente por Smart, 1944. Fue publicada en Notes on Simuliidae (Diptera). II. 13: 131-136.